# Valencianska
Valencianska (valencià) är den variant av valencianska som talas i Valenciaregionen (Comunitat Valenciana). Eftersom det är officiellt språk i denna region är alla vägnamn och skyltar på valencianska (och spanska). Alla har rätt att använda sig av språket i officiella sammanhang: radio, TV, kontakt med myndigheter, tidningar etc. I Valencia är språket viktigt, men ju längre söderut man kommer desto mindre valencianska hör man på gatan.

## Historia

### Bakgrund
Valencianskan har varit modersmål för den större delen av Valenciaregionen sedan medeltiden. Området återtogs under 1200-talet från de muslimska och främst arabisktalande (se även mozarabiska) morerna, och därefter kom området kring staden Valencia att bilda en självstyrande del under Aragoniens krona – i likhet med Balearerna och Katalonien.
Morernas språk och kultur ersattes via en stor invandring norrifrån av aragonier och katalaner. De förstnämnda bosatte sig främst i inlandet och de senare utefter kusten. Inlandet väster om staden Valencia är idag helt och hållet spanskspråkigt, som en följd av att aragonesiskan ersatts av spanskan i nästan alla de områden där den tidigare dominerat. De katalanska invandrarna i öster var fler och har genom århundradena präglat området både språkligt, kulturellt och politiskt. Genom att området politiskt aldrig lytt under Katalonien har språket lokalt heller inte benämnts som katalanska utan som regionens "eget" språk – valencianska.

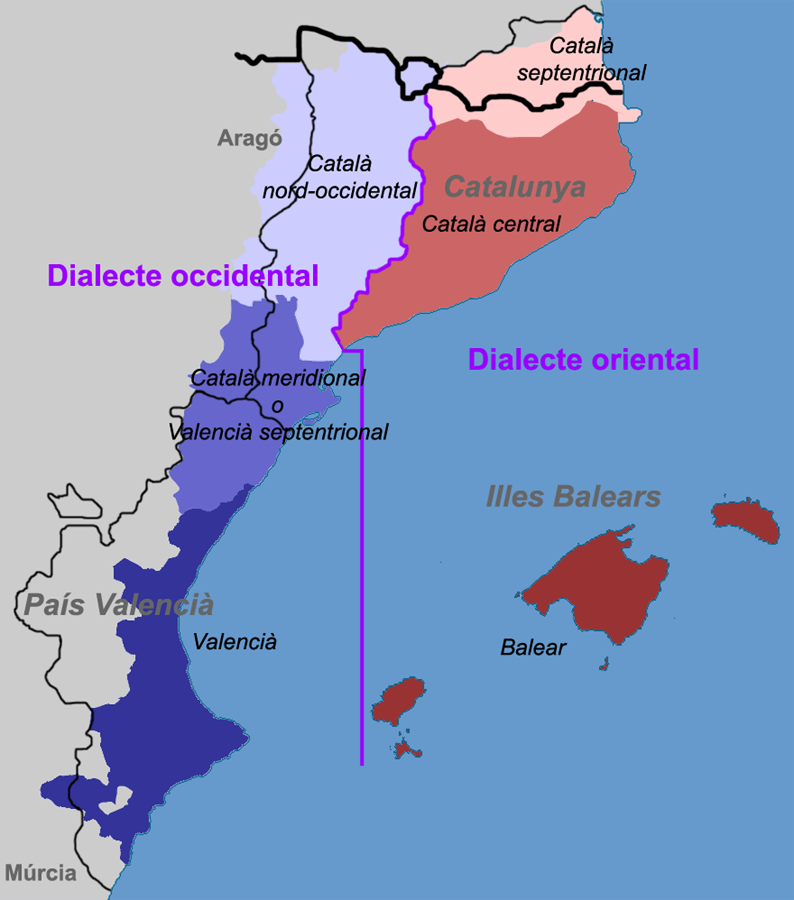
Katalanskans dialekter. Den viktigaste skiljelinjen är mellan de östra (dialecte oriental) och de västra (dialecte occidental) dialekterna. De valencianska dialekterna tillhör de västliga dialektområdet.

Under senare delen av medeltiden utvecklades valencianskan både som politiskt och litterärt språk. Joanot Martorells riddarroman Tirant den Vite (publicerad 1490) är en av den medeltida katalanska litteraturens viktigaste verk.

### Senare århundraden
I likhet med katalanskan i andra områden har valencianskan efter medeltiden upplevt långa tider med begränsad officiell användning. Valenciaområdet genomgick inte samma snabba industrialisering i slutet av 1800-talet som regionen runt Barcelona, och inte heller fanns här samma politiska uppvaknande kring det egna språket och kulturen.
Däremot blev Valenciaregionen efter Francisco Francos död 1975 en av Spaniens autonoma regioner. Valencianskan upplevde då en renässans, i det att språket åter blev en utbildningsspråk och även började användas inom press, radio och TV. Valencianskan har dock under senare år varit ett minoritetsspråk i regionen, och sedan sent 1900-tal har dess användning som vardagsspråk minskat till förmån för spanska.

## Särdrag

### Fonologi och grammatik
Valencianskan har grundläggande uttal och grammatik gemensam med katalanska, och den ses för det mesta som en varietet av det språket. Valencianskan tillhör det västliga katalanska dialektområdet, vilket även inkluderar dialekter i västra Katalonien. Detta dialektområde är i viss mån mer präglat av närheten till det spanska språkområdet.
I likhet med baleariskan har det geografiska läget och områdets historia lett till en något annorlunda utveckling. Medan baleariskans isolering på sina öar lett till att äldre grammatiska ordformer kunnat leva vidare (se bland annat salat, den annorlunda bestämda artikeln), har valencianskan å sin sida flera likheter med spanska som inte syns i övrig/östlig katalanska. Detta inkluderar bland annat:
- Ingen användning av neutralvokal i obetonade lägen,[2] till skillnad från östlig katalanska men i likhet med spanska.
- Bokstäverna g före mjuk vokal samt j uttalas som /ˈdʒe/ etc, till skillnad från det mer "franska" uttalet med /ˈʒe/ etc i östliga katalanska dialekter.

Dessutom finns valencianska särformer för pronomen (exempel: este/eixe istället för aquest; 'denna') och adverb (exempel: açí istället för aquí; 'här').

### Den katalanska kontroversen
De flesta språkforskare, liksom Acadèmia Valencia de la Llengua (lokal språkvårdande instans) och de flesta invånare i Katalonien, anser att katalanska och valencianska är ett och samma språk. Majoriteten av de valencianska talarna anser dock att deras språk är särskilt från katalanska. Det finns också en vetenskaplig minoritet som försvarar samma position som Reial Acadèmia de Cultura Valenciana, RACV), som propagerar för en annan språkstandard för valencianskan jämfört för katalanska.
Motsättningen är ofta mer politisk än lingvistisk till karaktären. När den Europeiska konstitutionen utarbetades 2004, försåg den spanska regeringen EU med översättningar av texten på baskiska, galiciska, katalanska och valencianska. De två sistnämnda texterna var dock identiska.

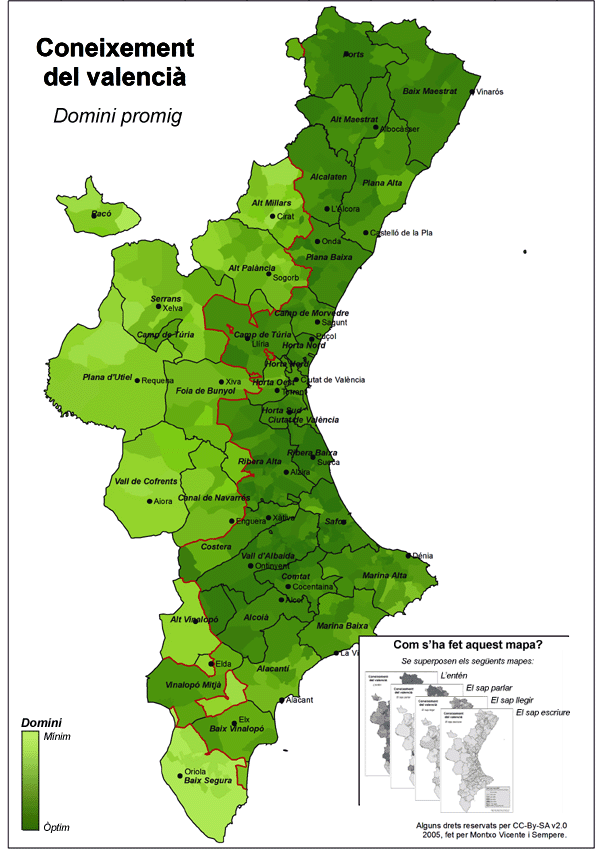
Språkkarta över Valenciaregionen. Mörkare grönt innebär större andel valenciansktalande.

## Användning

### Utbredning och avgränsning
I Alicante (Alacant, söder om Valencia) talar de allra flesta spanska (kastilianska), dock med vissa valencianska ord vilket kan verka konstigt för dem som kommer utifrån. På landsbygden däremot talar de flesta fortfarande valencianska, och de äldre har oftast den som modersmål.
Sedan 1977 har valencianska (katalanska) återigen införts som skolspråk i Valenciaregionen. Det innebär att fler unga idag kan tala språket än tidigare. Däremot har mängden vardagstalare minskat, från 44 procent 1995 till 35 procent 2004. Orsaken är delvis att frågan blivit politiskt infekterad, där många i regionen sett den katalanska nationalismen i Katalonien som ett hot mot Valencias egen särart och i förlängningen tappat en del av intresset för det språk som andra benämner katalanska.
2011 lade den dåvarande Partido Popular-styrda regionregeringen fram en plan för att ta bort valencianskan som huvudsakligt skolspråk (och ersätta den med en utbildning byggd på de tre språken spanska, valencianska och engelska). Detta ledde till en anmälan till Europarådet från organisationen Escola Valenciana, som befarade att planen i praktiken skulle göra spanska till huvudsakligt skolspråk. Planen sattes aldrig i verket men var fortfarande 2019 del av de konservativa partiernas (då i opposition i regionen) valprogram.
Valencianskan liknar spanskan en aning mer än vad katalanskan gör, och ofta blandas dessutom ord från katalanska och spanska i samma mening[källa behövs]. Om valencianska skall räknas som eget språk eller tillhöra katalanskan är i Spanien en politiskt laddad fråga och diskuteras hett. Lingvistiskt sett är det en definitionsfråga, beroende på hur stora skillnader en dialekt kan ha för att kunna beskrivas som ett separat språk. De flesta språkforskare är dock ense om att de är ett och samma språk.

### Valencianska i massmedier
Mellan 1989 och 2013 fanns flera regionala TV-kanaler med mestadels valencianskt tal. November 2013 lade dock regionalregeringen ner det allmänägda radio- och TV-bolaget Radiotelevisió Valenciana, efter att man fram till dess misslyckats med att driva igenom (75-procentiga) personalneddragningar. Regionen var hårt drabbad av den spanska ekonomiska krisen, men vissa har ändå sett nedläggningen som politiskt motiverad. 2017 etablerades åter ett valencianskspråkigt etermediebolag, känt via kanalnamnet À Punt.
I Katalonien publiceras många av de stora dags- och veckotidningarna på katalanska, vilket inte har någon motsvarighet i Valenciaregionen. Den katalansk-/valencianskspråkiga veckotidningen El Temps startade dock i Valencia 1984 och har fortfarande en av sina tre redaktioner i staden. Dessutom finns flera nyhetsportaler på Internet som är baserade i Valenciaregionen.
Katalanskspråkiga Wikipedia (cawp) integrerar texter på de olika varianterna av katalanska; i praktiken är dock den mesta texten skriven på den katalanska som lärs ut i skolorna i Katalonien. En mer särpräglad variant av valencianska publiceras bland annat i den oberoende wikin L'Enciclopèdia på valencianska. Denna har visuellt samma grundstruktur som cawp men publicerar endast texter enligt Real Acadèmia de Cultura Valencianas avvikande och mer särpräglade standard (Normes del Puig).